# Чжицзинь
Чжицзи́нь (кит. упр. 织金, пиньинь Zhījīn) — уезд городского округа Бицзе провинции Гуйчжоу (КНР).

## История
Во времена империи Цин в 1665 году была создана Пинъюаньская управа (平远府). В 1683 году она была понижена в статусе до области (平远州) и подчинена Дадинской управе (大定府); в 1687 году и Дадинская управа тоже стала областью, и все области были подчинены Вэйнинской управе (威宁府). В 1729 году Дадинская область (大定州) вновь была поднята в статусе до управы, и Пинъюаньская область вновь перешла в её подчинение. После Синьхайской революции в Китае была проведена реформа структуры административного деления, в результате которой области и управы были упразднены, поэтому в 1913 году Пинъюаньская была расформирована, а в месте пребывания её властей был создан уезд Пинъюань (平远县). В 1914 году он был переименован в уезд Чжицзинь.
После вхождения этих мест в состав КНР в 1950 году был создан Специальный район Бицзе (毕节专区), и уезд вошёл в его состав.
В 1970 году Специальный район Бицзе был переименован в Округ Бицзе (毕节地区).
Постановлением Госсовета КНР от 22 октября 2011 года округ Бицзе был преобразован в городской округ.

## Административное деление
Уезд делится на 6 уличных комитетов, 9 посёлков, 10 волостей и 7 национальных волостей.

## Транспорт
Уезды Чжицзинь и Цяньси городского округа Бицзе соединяет Мост через реку Лючунхэ, часть скоростной автодороги S55 Цяньси — Чжицзинь (Qianzhi).